# RPG (School Food Punishmentの曲)
「RPG」（アールピージー）は、日本のロックバンド・School Food Punishmentの6枚目のシングル。2011年5月11日にEpic Recordsから発売された。

## 概要
前作の『future nova/after laughter』から約1年2ヶ月振り、1stアルバム『amp-reflection』から約1年1ヶ月振りのシングルであり、発売にあたって「School Food Punishment セカンドフェイズ、スタート」というキャッチコピーが掲げられた。これに伴い、本作よりアーティスト名の表記が「school food punishment」から、各英単語の頭文字を大文字にした「School Food Punishment」に変更となった。
曲自体は2年ほど前から存在しており長らく温められてきたが、今回セカンドフェイズの第一弾シングルをリリースするにあたり、自身らに求められている音楽性をストレートに表現できる楽曲として選択された。製作にあたっては、これまでの姿勢を覆し、「パッと見てカッコ良いもの」をテーマに音楽やアートワークの演出に力が注がれている。
慣例となっていた前作タイトル曲のリミックスバージョンの収録は本作では行われず、初めてB面楽曲として新曲が2曲収録された。

## 収録曲
CD
（全曲　作詞：内村友美・江口亮　作曲：School Food Punishment・江口亮　編曲：江口亮）
1. RPG [4:05]
フジテレビ系アニメ『C』エンディングテーマ
2. Slide show [3:40]
3. Transition period [3:14]

DVD（初回限定盤のみ）
1. RPG -music video-